# Mario Vecchiatto
Mario Vecchiatto (Udine, 21 maggio 1931 – Udine, 18 maggio 1987) è stato un pugile italiano, campione europeo dei pesi leggeri nel 1959-1960.

## Carriera
Nel 1953, a Bologna, Mario Vecchiatto  è Campione Italiano dilettanti nei pesi superleggeri
.
Passato professionista nel 1954, combatte per il titolo italiano dei pesi leggeri l'8 settembre 1956 a La Spezia contro Bruno Visintin. Perde ai punti in dodici riprese. 
E' sconfitto nuovamente da Marcello Padovani, a Parma, il 27 ottobre 1957, per squalifica all'ottava ripresa, nel suo nuovo tentativo di conquistare la cintura italiana. L'8 maggio 1958, però, ottiene un successo di prestigio, a Milano, battendo ai punti il francese Felix Chiocca, già avversario dell'astro nascente Carlos Ortiz e di Duilio Loi, per il titolo europeo.
Finalmente, a Lignano Sabbiadoro, il 9 agosto 1958, conquista il titolo italiano dei leggeri, battendo Annibale Omodei ai punti. Subito dopo è designato a sfidare Duilio Loi per il titolo europeo della categoria. Il 5 settembre 1958), a Milano, Vecchiatto disputa forse il miglior combattimento della sua carriera, costringendo al pareggio il fuoriclasse sardo-triestino.
Difende due volte la cintura nazionale, pareggiando con Bruno Ravaglia e vincendo ai punti con Germano Cavalieri.
Il 24 ottobre 1959, a Milano, conquista il titolo europeo dei pesi leggeri, lasciato vacante da Duilio Loi, battendo il franco-algerino Lahouari Godih per squalifica all'ottava ripresa. 
Il 29 marzo 1960 a Wembley mette in palio la cintura europea con il britannico Dave Charnley. Vecchiatto tiene bene sino alla nona ripresa. All'inizio del decimo round viene messo al tappeto e contato sino all'otto. Poi avviene il giallo. Atterrato nuovamente, Vecchiatto alza la mano al conto di due. L'arbitro belga Philippe DeBakker considera il gesto come un segno di abbandono e assegna la vittoria e il titolo al britannico. A nulla valgono le proteste dell'italiano, secondo cui intendeva preavvertire che si sarebbe rialzato al conto regolamentare di otto.
Anche il nuovo tentativo di indossare la cintura italiana s'infrange, per Vecchiatto, sotto i pugni di Giordano Campari, il 30 ottobre 1960 a Milano (sconfitta ai punti). Il 27 aprile 1962, perde ai punti dal temibile cubano Angel Robinson Garcia in 10 round.
Ha esito positivo, invece, il tentativo da lui effettuato il 7 dicembre 1962, a Roma. Battendo Renato Giacché, ai punti, conquista nuovamente il titolo italiano. Il 5 maggio 1963, Vecchiatto consegue un prestigioso pari contro la medaglia d'argento delle Olimpiadi di Roma, l'ancora imbattuto Sandro Lopopolo.
Il 18 luglio 1963, ai punti, manda in fumo il tentativo di Franco Brondi di strappargli la cintura italiana sul ring di Lignano Sabbiadoro.
Dopo questo incontro si ritira dalla boxe con ancora indosso la cintura di Campione d'Italia.